# Enzo Demattè
Enzo Demattè (Trento, 6 dicembre 1927 – Treviso, 11 ottobre 2014) è stato uno scrittore, saggista e poeta italiano, distintosi in particolar modo nella narrativa per ragazzi.

## Biografia
Nacque a Trento, da Vigilio Demattè, ferroviere, e Carlotta Vignati, modista.
Seguì gli spostamenti della famiglia tra Venezia, dove Demattè frequentò le scuole elementari, e Fortezza (Italia), per poi trasferirsi definitivamente a Treviso nel 1939. Persa la propria abitazione a seguito del bombardamento di Treviso del 7 aprile 1944, i Demattè verranno temporaneamente sfollati a San Trovaso per poi fare ritorno a Treviso a conclusione della guerra.
Dopo il diploma presso il Liceo ginnasio statale Antonio Canova ottenuto nel 1946, si iscrisse alla Facoltà di Lettere Classiche dell'Università degli Studi di Padova, dove si laureò nel 1952 discutendo una tesi in archeologia cristiana con Sergio Bettini.
Nel 1953 iniziò la sua carriera professionale all'interno del mondo scolastico, prima come insegnante di lettere in vari licei della Provincia di Treviso, poi come preside di Scuola Media, quindi ispettore tecnico per le lettere presso la sovrintendenza di Venezia (dove svolgerà anche la funzione di coordinatore interregionale triveneto) per concluderla a Parigi, presso l'ambasciata d'Italia, come ispettore generale della scuola italiana in Francia. Nel 1994 venne insignito della Medaglia ai benemeriti della scuola, della cultura e dell'arte dal Presidente della Repubblica Oscar Luigi Scalfaro
All'impegno professionale e all'attività di scrittore, Demattè affiancò un costante impegno nella vita sociale di Treviso, in particolare nello scautismo cattolico. Partecipò attivamente alla rifondazione dell'ASCI a Treviso, di cui divenne dirigente regionale e nazionale dal 1946 al 1966. Svolse inoltre le funzioni di presidente della sezione trevigiana del Movimento Federalista Europeo dal 1959 al 1962 e di membro del direttivo Unicef per il Veneto dal 1979 al 1984, oltre a quella di presidente triveneto dell'IBBY dal 1983 al 1987.
Dal 1965 al 1970 fu consigliere comunale di Treviso e ricoprì il ruolo di Assessore all'istruzione, cultura e gioventù nella Giunta comunale guidata da Bruno Marton. Durante gli anni da assessore diede avvio alla sezione ragazzi della Biblioteca comunale di Treviso, da lui denominata "La Curiosa", che per questo verrà a lui dedicata nel 2016.
Come forma di riconoscimento per aver raccontato il territorio della montagna nelle sue opere letterarie, nel 1986 venne nominato cittadino onorario di Vallarsa. La medesima onorificenza gli verrà conferita anche dal comune di Falcade nel 1999.
Si spense a Treviso l'11 ottobre 2014 dopo una lunga malattia.

## L'attività di scrittore
Gli obblighi scolastici non gli impedirono di coltivare la sua passione per la scrittura.
Nel 1958 pubblicò il suo primo romanzo, La Valle coi Santi alle Finestre, ambientato nella Valle del Biois nel Bellunese.
Gli anni Sessanta sono molto prolifici per l’attività letteraria di Enzo Demattè. Scrive diverse raccolte di poesie, alcune in italiano, altre in dialetto veneto, o meglio, trevigiano: Acqua piovana, 1961; El Sorgoturco, 1963 (vincitore del Premio Marta dell’Ateneo Veneto); Giorni dispari, 1963; Pagine e terra, 1967.
Sempre seguendo la sua passione pedagogica, scrisse libri per ragazzi: Il regno sul fiume, 1967 (Premio Giana Anguissola). Il libro, ambientato sul fiume Sile, fu un notevole successo editoriale (più di trenta edizioni) e viene pubblicato a puntate nel Corriere dei Piccoli (con illustrazioni di Aldo Di Gennaro), ottenendo così una diffusione nazionale. Seguirono, editi da Mursia: Io e la capra, 1970; Gente di confine, 1972; Un ragazzo chiamato Friuli, 1977, Olive nere nel 1982.
Nei romanzi L’estate cattolica (1976) e Passione di Vallarsa (1984) fece i conti con la cultura cattolica e con la sua formazione intellettuale vicina al cattolicesimo liberale di Antonio Rosmini.
Sull’educazione giovanile e il rapido mutamento dei costumi che stava investendo il Veneto, come tutta l’Italia, scrisse diversi saggi, cercando di comprendere cosa debba essere salvato della cultura tradizionale. L’opera più importante sulla cultura veneta, e non solo, è l’edizione critica delle lettere che Giovanni Comisso ha scritto, in un sodalizio durato quarant’anni, all’avvocato Natale Mazzolà e a sua moglie Maria Calzavara Mazzolà: Trecento Lettere di Giovanni Comisso a Maria e Natale Mazzolà (1925-1968), a cura di Enzo Demattè, Editrice Trevisana, 1972. Demattè analizzò le lettere con grande maestria filologica, ricorrendo, per certi particolari biografici, alla testimonianza dello stesso Natale Mazzolà. Il volume ha ottenuto una menzione speciale dall’Accademia dei Lincei.
Dopo un lavoro così impegnativo, Demattè ritornò alla poesia, in particolare con il poemetto La dogaressa Marina che vinse nel 1981 il Premio Guido Marta di Poesia. La giuria, nella quale erano presenti Gianfranco Folena e Andrea Zanzotto, ha messo in risalto lo sperimentalismo linguistico dell’opera: “I frequenti inserti in lingua, anche straniera (dal latino allo spagnolo) non svigoriscono il dialetto che esprime con forza la profondità dei sentimenti”.
Un'altra raccolta, Rosa rosae, uscì nel 1986.
Nel 1987 Demattè si trasferì a Parigi, come Ispettore Generale delle scuole italiane in Francia, dove rimase per sette anni. Al suo ritorno, in un Veneto profondamente cambiato, scrisse un’ultima raccolta di poesie, La Zosagna (1994), nella quale esprimeva la nostalgia per un mondo ormai irrimediabilmente perduto.
Si dedicò infine anche alla biografia di alcuni personaggi della Treviso ottocentesca: “Lorenzo Crico”, 1990; “Antonio Caccianiga”, 2002; “Giuseppe Bianchetti”, 2004.

## L'archivio
Nel 2018, gli eredi donano l'intero archivio di lavoro e la sezione della biblioteca conservata nel suo studio alla Fondazione Benetton Studi Ricerche, che istituirà il "Fondo Enzo Demattè" . 
L’archivio (circa 300 fascicoli, fotografie e carteggi, agende) documenta l’attività professionale di insegnante, l’attività di scrittore e poeta e l’impegno civile e culturale. La parte libraria, circa 2.000 libri e alcune riviste, comprende anche molte prime edizioni delle sue opere e varie monografie con dediche. Sono presenti anche targhe, pergamene, medaglie relative alle varie onorificenze ricevute.

## Opere

### Opere letterarie (narrativa, poesia, teatro)
- La valle coi santi alle finestre, Milano, Intelisano, 1958
- Il Regno sul Fiume, Milano, Mursia, 1968; Premio Giana Anguissola, 1967
- Io e la Capra, Milano, Mursia, 1970
- Gente di Confine, Milano, Mursia, 1974
- L'estate cattolica, Treviso, Libreria Editrice Canova, 1976; finalista Premio "Settembrini" 1977
- Un ragazzo chiamato Friuli, Milano, Mursia, 1977
- Olive nere, Milano, Mursia, 1984; Premio solidarietà, 1984; Premio "le palme d'oro", 1986
- Passione di Vallarsa, Camposampiero, Edizioni Del Noce, 1984
- Leone dei Gat, Conegliano, Silemotori Negro, 2003
- Acqua piovana, Padova, Rebellato Editore, 1961
- Giorni Dispari, Padova, Rebellato Editore, 1963; Medaglia d'oro dell'Ateneo Veneto
- El Sorgoturco, Padova, Rebellato Editore, 1964; Premio "G. Marta", 1963
- Pagine e terra, Roma, Dell'Arco Editore, 1967
- Trei Orazhion, Padova, Rebellato Editore, 1974; Premio "G. Perale", 1973
- Tera, Altino-Venezia, Rebellato Editore, 1978
- La dogaressa Marina, Milano, Luigi Maestri Tipografo, 1984; Premio "G. Marta", 1982
- Rosa-Rosae, Roma, Edizioni del Leone, 1986; Finalista assoluto al "Premio Ungaretti", 1988
- La Zosagna, Cittadella, Rebellato Editore, 1994
- Segnor de la domenega, Conegliano, Silemotori Negro, 2004
- L'età dei pini, Altino-Venezia, Rebellato Editore, 1978

### Opere scientifiche e di ricerca
- Girandole dei camini trevigiani, Libreria Editrice Canova, 1961; II premio ex aequo al Concorso dell'associazione trevigiana della stampa, 1954
- Fiere e Mercati, Treviso, Associazione Tarvisium, 1964
- Trecento lettere di Giovanni Comisso a Maria e Natale Mazzolà, 1924-1968, Treviso, Editrice Trevigiana, 1972; Menzione speciale dell'Accademia dei Lincei
- Il Montello di Cecco, dalla rivista "Dove Sile e Cagnan s'accompagna", anno IX, n. 1, Treviso, Grafolito editrice, 1975
- Natura e ambiente, dal volume "Favolosa Marca", Treviso, Edizioni della Galleria, 1975
- Tre minute dotali agordine del XVII e XVIII secolo, Belluno, Nuovi sentieri editore, 1978
- Cent'anni di matrimonio nella campagna trevigiana, Vittorio Veneto, Dario De Bastiani, 1982
- I Dialoghi rusticali di Lorenzo Crico, per la collana Cultura Popolare Veneta, Istituto dell'Enciclopedia Italiana, 1990
- Preganziol: un profilo e oltre, Mogliano Veneto, Edizioni Arcari, 1992
- Antonio Caccianiga l'eremita di Saltore, Treviso, Libreria editrice Canova, 2002
- Giuseppe Bianchetti l'Alcibiade di Treviso, Treviso, Libreria Editrice Canova, 2004

### Testi di interpretazione critica e divulgazione
- Renato uomo, Nesi artista, profilo critico dal volume "Renato Nesi", Treviso, SIT Editrice, 1977
- Saggio introduttivo al volume "L'arcata del tempo" di Mario Prevedello, Belluno, Nuovi sentieri, 1980
- Presentazione al volume "Il paese dalle ombre lunghe" di Hans Ruesch, Milano, Garzanti, 1976
- I giovani e la Resistenza, testo del discorso tenuto il 25.04.1967, Treviso, Tipografia comunale, 1968
- Otto articoli di divulgazione storico-filologica, Treviso, "Il Tommaseo", 1971
- Lorenzo Crico: la pietà economica, saggio introduttivo a "I dialoghi rusticali di Lorenzo Crico", Roma, Ed. Istituto dell'Enciclopedia Italiana e Fondazione Giorgio Cini, 1990
- Saggio e apparato critico de "Cento e dieci ricordi che formano il buon fattor di villa" di Giacomo Agostinetti, Venezia, edito da Regione Veneto, Fondazione Cini, Neri Pozza, 1998